# Tom Iredale
Tom Iredale, född 24 mars 1880 i Workington, död 12 april 1972, var en självlärd brittisk malakolog och ornitolog, bosatt i Australien under större delen av sitt liv.

## Biografi

### Resor till Nya Zeeland och Australien
På grund av sin hälsa gav han sig ut på en seglats och anlände Wellington i Nya Zeeland i december 1901. År 1908 anslöt han en expedition till Kermadecöarna, där han verkade som gruppens fågelexpert, och studerade tusentals fåglar under sin tio månaders vistelse på de avlägsna öarna. Han samlade även in blötdjur på öarna och utvecklade ett intresse för malakologi. År 1909 reste han till Queensland i Australien, där han samlade in omkring 300 arter ledsnäckor och andra blötdjur. Hans rykte växte trots att han inte hade någon universitetsexamen.

### Storbritannien
Iredale återvände till Storbritannien och arbetade 1909–1910 vid British Museum of Natural History där han assisterade Gregory Mathews i arbetet med boken Birds of Australia. Iredale skrev det mesta av texten, men verket tillskrevs Mathews.[källa behövs] Han fortsatte att arbeta inom naturhistoria med stöd av förmögna naturvetare som Charles Rothschild, på vars uppdrag han reste till Ungern för att samla in fågelloppor.

### Åter till Australien
Iredale återvände till Australien 1923 och valdes in i Royal Australasian Ornithologists Union samma år. 1924–1944 var han anställd som conchyliolog vid Australian Museum i Sydney, där han publicerade texter om snäckor, fåglar, ekologi och zoogeografi. Han föreläste ofta och skrev många populära vetenskapliga artiklar. Tack vare hans och senare kuratorers insatser har Australian Museum den största blötdjurssamlingen på södra halvklotet, med över 6 000 exemplar. 

## Utmärkelser
Många arter och flera släkten inom conchyliogi, iktyologi och ornitologi är uppkallade efter Iredale, till exempel Cryptoplax iredalei. Han blev Fellow of the Royal Zoological Society of New South Wales 1931, tilldelades Clarkemedaljen 1959 och var president för Royal Zoological Society of New South Wales 1937–1938.